# Natalija Yefimkina

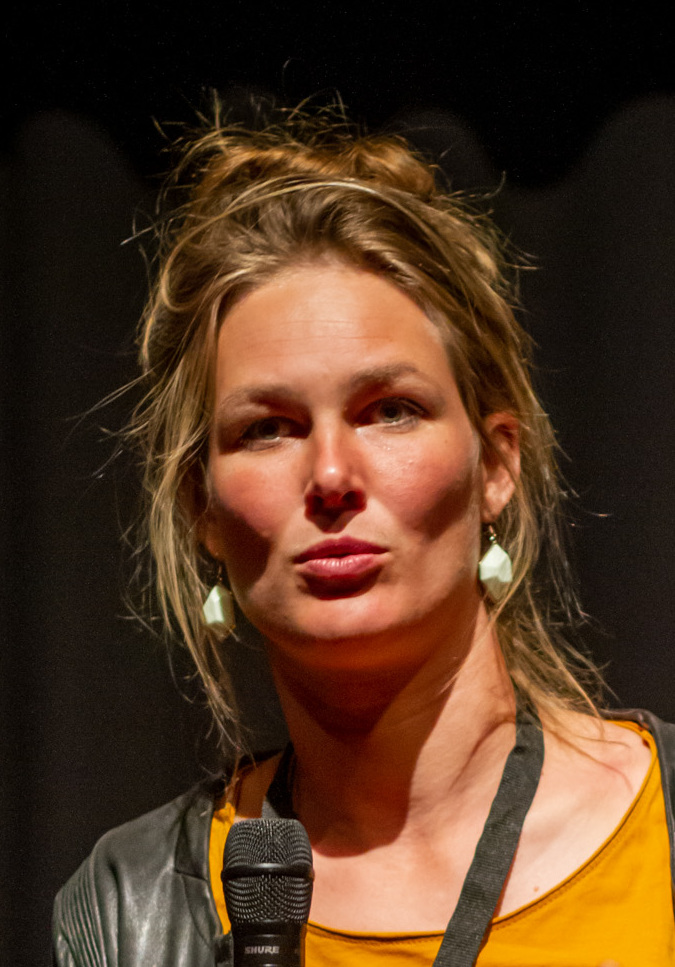
Natalija Yefimkina, Linz 2021

Natalija Yefimkina (ukrainisch Наталія Єфімкіна, deutsche Transkription Natalija Jefimkina; * 6. Juli 1983 in Kiew, Ukrainische SSR) ist eine deutsche Filmregisseurin. Ihr Dokumentarfilm Garagenvolk gewann 2020 bei der Berlinale den Heiner-Carow-Preis. Sie lebt in Berlin.

## Leben
Natalija Yefimkina verbrachte ihre ersten Lebensjahre als Tochter eines russisch-ukrainischen Wissenschaftlerpaars in Kiew. Wegen der Nuklearkatastrophe von Tschernobyl 1986 zog die Familie zunächst nach Sibirien. 1989 zurück nach Kiev, wo Natalija Yefimkina zu Schule ging, bis die Familie 1995 nach Deutschland emigrierte. Dort lebte Natalija Yefimkina anfangs in Bochum, später in Ulm, dann in Leipzig und schließlich in Berlin, ihrem jetzigen Wohnort.

## Beruflicher Werdegang
Nach dem Studium der Geschichte und Literatur in Berlin arbeitete Natalija Yefimkina bei Spielfilmproduktionen als Regieassistentin und Produktionsassistentin. 2014 war sie zweite Regieassistentin beim Kinospielfilm Mädchen in Eis (Regie: Stefan Krohmer) und dem Fernsehspielfilm Zeit der Reife (ARD).
Es folgten mehrere kurze dokumentarische Arbeiten. 2015 führte sie bei der Reportage Schau in meine Welt (KiKA) Regie, im selben Jahr arbeitete sie als Stringer und Übersetzerin an der Reihe Von Amsterdam nach Odessa (MDR/Arte) mit. 2019 war sie 1. Regieassistentin bei dem Kinospielfilm Rivale von Marcus Lenz.
Garagenvolk (2020) ist ihr erster langer Dokumentarfilm und ihr Debüt als Regisseurin.

## Filmografie
Regie
- 2019: 24H Europe: The Next Generation (TV-Dokumentarfilm)
- 2020: Garagenvolk (Dokumentarfilm) (auch Drehbuch)

## Auszeichnungen (Auswahl)
- 2020: Heiner-Carow-Preis der Berlinale 2020 für Garagenvolk
- 2020: Filmpreis der Werner Herzog Stiftung
- 2020: Nominierung für den NEXT:WAVE Award beim Internationalen Dokumentarfilmfestival in Kopenhagen (CPH:DOX), für Garagenvolk
- 2020: Audientia-Award beim Sarajevo Film Festival, für Garagenvolk
- 2020: Normienierung für den Deutschen Dokumentarfilmpreis
- 2021: Nominierung für den deutschen Kamerapreis
- 2021: Nominierung für den Alpe Adria Cinema Award für den besten Dokumentarfilm beim Trieste Film Festival, für Garagenvolk
- 2021: Shortlist für den Deutschen Filmpreis (LOLA)
- 2022: Deutscher Fairness Preis von ver.di-FilmUnion und dem Bundesverband Schauspiel (BFFS)